# The Sundowners (1960)
The Sundowners is een Britse dramafilm uit 1960 onder regie van Fred Zinnemann.

## Verhaal
Paddy Carmody is een schaapsherder in het Australië van de jaren 1920. Zijn gezin heeft schoon genoeg van dat onzekere herdersbestaan. Zijn vrouw Ida dwingt hem om een baan te nemen als scheerder, zodat ze een boerderij kunnen kopen. Met tegenzin accepteert Paddy de baan.

## Rolverdeling
| Acteur               | Personage       |
| -------------------- | --------------- |
| Deborah Kerr         | Ida Carmody     |
| Robert Mitchum       | Paddy Carmody   |
| Peter Ustinov        | Rupert Venneker |
| Glynis Johns         | Mevrouw Firth   |
| Dina Merrill         | Jean Halstead   |
| Chips Rafferty       | Quinlan         |
| Michael Anderson jr. | Sean Carmody    |
| Lola Brooks          | Liz Brown       |
| Wylie Watson         | Herb Johnson    |
| John Meillon         | Bluey Brown     |
| Ronald Fraser        | Ocker           |
| Gerry Duggan         | Scheerder       |
| Leonard Teale        | Scheerder       |
| Peter Carver         | Scheerder       |
| Dick Bentley         | Scheerder       |